# Velimir Knežević
Velimir Knežević, črnogorski general, * 18. januar 1916, Pljevlja, † 7. junij 2012, Beograd.

## Življenjepis
Pred vojno je bil podporočnik VKJ. Med vojno je bil poveljnik več enot. Po vojni je postal načelnik Uprave zvez JLA, poveljnik vojnega področja, inšpektor Kopenske vojske JLA in glavni inšpektor Glavne inšpekcije JLA.
Končal je šolanje na VVA JLA in na Vojni šoli JLA.